# Hildburghausen
Hildburghausen est une petite ville allemande située en Thuringe et chef-lieu de l'arrondissement de Hildburghausen. Construite sur les rives de la Werra, elle fut jusqu'en 1826 la résidence des ducs de Saxe-Hildburghausen.

## Géographie

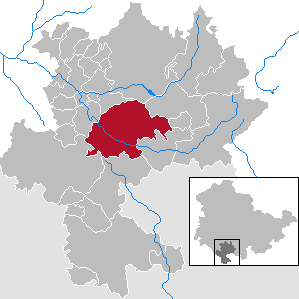
Situation de la ville (en rouge) dans l'arrondissement de Hildburghausen.

La ville de Hildburghausen est située dans la vallée de la Werra sur le cours supérieur de la rivière, à une altitude de 372 m entre la Forêt de Thuringe au nord-est et le Grabfeld au sud-ouest. Les forêts du nord de la commune s'étagent à une altitude d'environ 550 m tandis qu'un paysage collinaire sépare Hildburghausen du pays de Cobourg au sud.
Chef-lieu de l'arrondissement, elle se trouve en son centre et elle est composée de la ville elle-même (Altstadt et Neustadt) et des villages suivants : Birkenfeld, Bürden, Ebenhards, Gerhardtsgereuth, Häselrieth, Leimrieth, Pfersdorf, Wallrabs et Weitersroda.
Communes limitrophes (en commençant par le nord et dans le sens des aiguilles d'une montre) : Kloster Veßra, Schleusingen, Auengrund, Brünn, Veilsdorf, Straufhain, Gleichamberg et Reurieth.

## Histoire

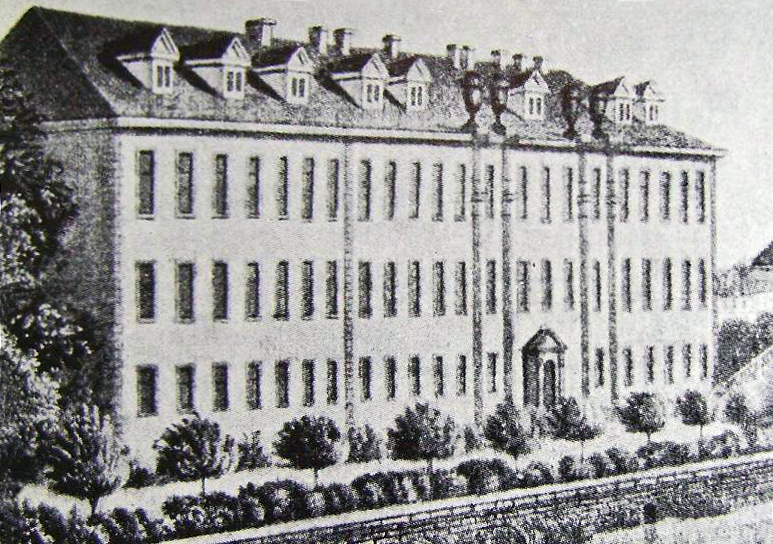
Le château en 1800.

Hildburghausen est mentionnée pour la première fois en 1234 sous le nom de Hilpershusa ou Villa Hilpersti mais sa fondation, d'origine franconienne, remonte au début du Xe siècle.
Elle a été successivement la possession des comtes de Henneberg-Botenlauben, puis au XIVe siècle, des évêques de Wurtzbourg, des margraves de Brandebourg, des comtes de Henenberg-Schleusingen, des burgraves de Nuremberg et enfin, en 1354, des landgraves de Thuringe de la maison de Wettin. Elle revient en 1572 à la branche ernestine de cette famille qui deviendront ducs de Saxe-Cobourg.
Hildburghausen acquiert les droits de ville en 1324. Hildburghausen est privilégiée par sa situation sur la route entre Eisenach et Nuremberg, une communauté juive y est signalée en 1331, communauté qui existera jusqu'à la seconde Guerre mondiale.
Au XVIIe siècle, elle change de souverain au gré des successions de la maison de Saxe et souffre beaucoup des destructions de la Guerre de Trente Ans, elle perd alors les 3/4 de ses habitants (de 2 500 en 1618 à 700 en 1648). En 1638, elle appartient au duché de Saxe-Altenbourg, en 1672 au duché de Saxe-Gotha. Enfin, en 1680, elle devient la résidence des ducs de Saxe-Hildburghausen qui y édifient un important château en 1685. Commence alors une période de prospérité due à cette nouvelle distinction, encore accrue par l'installation de nombreux Huguenots immigrés de France qui introduisent l'industrie du tissage.
Malheureusement, en 1826, Hildburghausen est incorporée au duché de Saxe-Meiningen et perd sa qualité de résidence princière. En 1828, l'Institut Bibliographique allemand (maison d'édition spécialisée dans les dictionnaires) est transféré de Gotha par Joseph Meyer, son créateur avant son installation à Leipzig en 1874. La ville est reliée au réseau ferré en 1858 et, en 1868, elle devient chef-lieu d'un cercle administratif du duché. Le village de Gerhardsgereuth appartient à cette époque au royaume de Prusse (province de Saxe, district d'Erfurt, arrondissement de Schleusingen).
Hildburghausen rejoint le 5 novembre 1918 l'État libre de Thuringe, puis, le 1er mai 1920, le nouveau land de Thuringe.
Le 1er octobre 1933, la synagogue construite en 1813, est détruite. De 1934 à 1940, 522 hommes et 458 femmes sont stérilisés dans le cadre du programme eugénique des nazis et de nombreux patients de l'hôpital psychiatrique sont assassinés à l'occasion de l'Aktion T4. Les usines locales emploient plusieurs centaines de travailleurs forcés russes.
Le 7 avril 1945, la ville est bombardée par les forces américaines et de nombreux bâtiments sont endommagés. Le château subit des dommages irréparables, il est d'ailleurs détruit complètement en 1949-1950.
Après la guerre, la ville est située dans la zone d'occupation soviétique et, en 1949, elle rejoint la République démocratique allemande (RDA). Elle est alors le chef-lieu d'un arrondissement rural du district de Suhl.
Après la réunification, elle est de nouveau intégrée au land de Thuringe recréé en 1994.

### Incorporations de communes
Plusieurs communes indépendantes ont été incorporées au territoire de Hildburghausen au cours de la seconde moitié du XXe siècle.
- 1969 : Häselrieth, Wallrabs ;
- 1974 : Birkenfeld ;
- 1994 : Bürden, Ebenhards, Gerhardtsgereuth, Leimrieth, Pfersdorf, Weitersorda.

### Armes
Les armes de Hildburghausen combinent le lion blanc et rouge de Thuringe et celui, noir, de Meissen.

## Démographie
La population de Hildburghausen, malgré de nombreuses incorporations de communes, est en forte baisse depuis le début des années 1980. Si on prend en compte le territoire actuel de la ville, elle comptait déjà 11 727 en 1910,, 10 790 habitants en 1933 et 10 674 en 1939,.

## Politique
Le bourgmestre de Hildburghausen élu en 2009 est M. Steefen Harzer appartenant au parti Die Linke.
Aux élections municipales du 7 juin 2009, les résultats obtenus ont été les suivants :
| Parti                      | Nombre de conseillers | Pourcentage de voix |
| -------------------------- | --------------------- | ------------------- |
| Die Linke                  | 8                     | 35,1 %              |
| FW                         | 4                     | 16,9 %              |
| Feuerwehr                  | 4                     | 15,2 %              |
| CDU                        | 3                     | 13,6 %              |
| SPD                        | 3                     | 11,1 %              |
| Hildburghäuser Bürgreunion | 2                     | 8,2 %               |

## Lieux et monuments

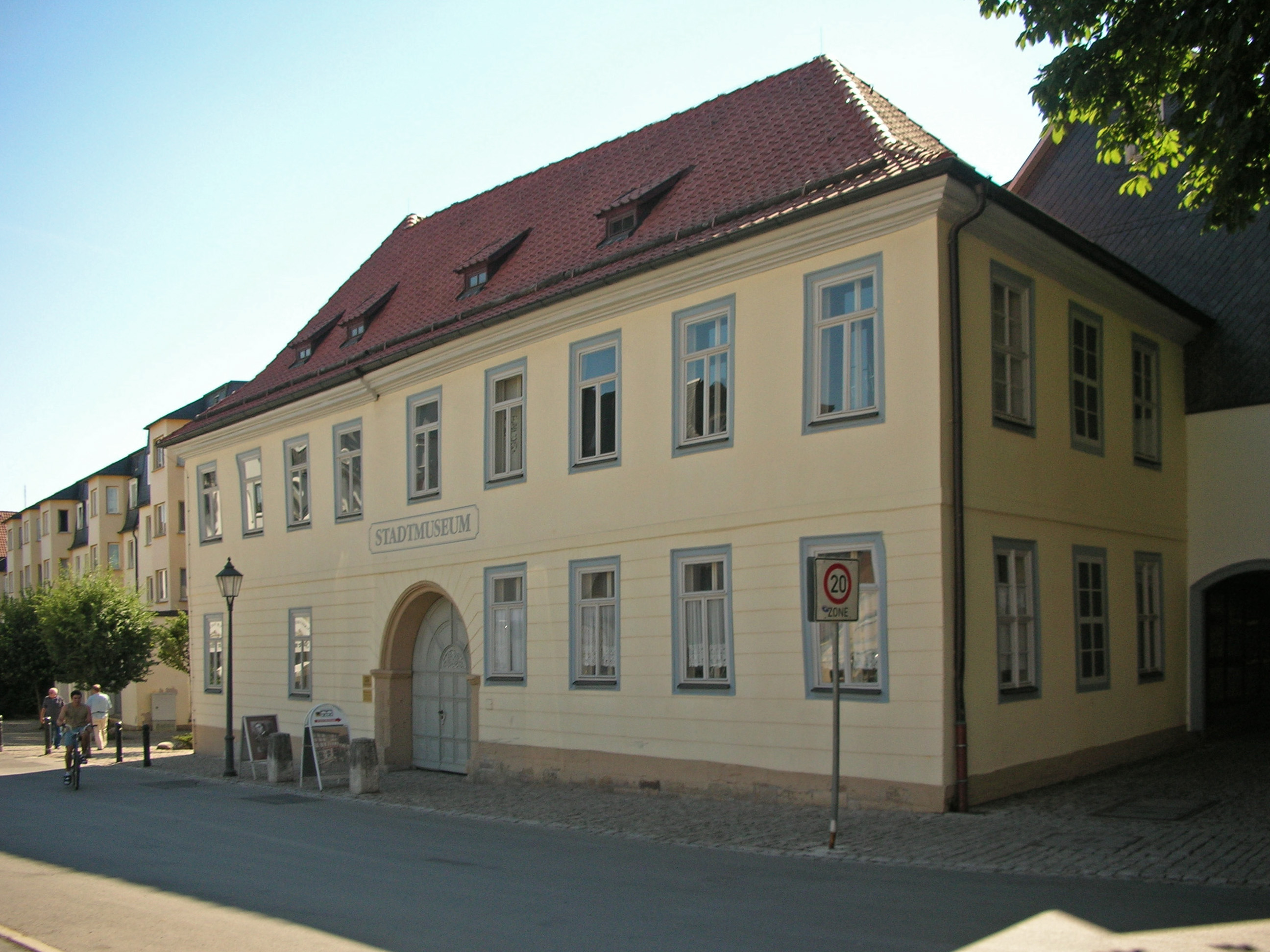
Musée de Hildburghausen.

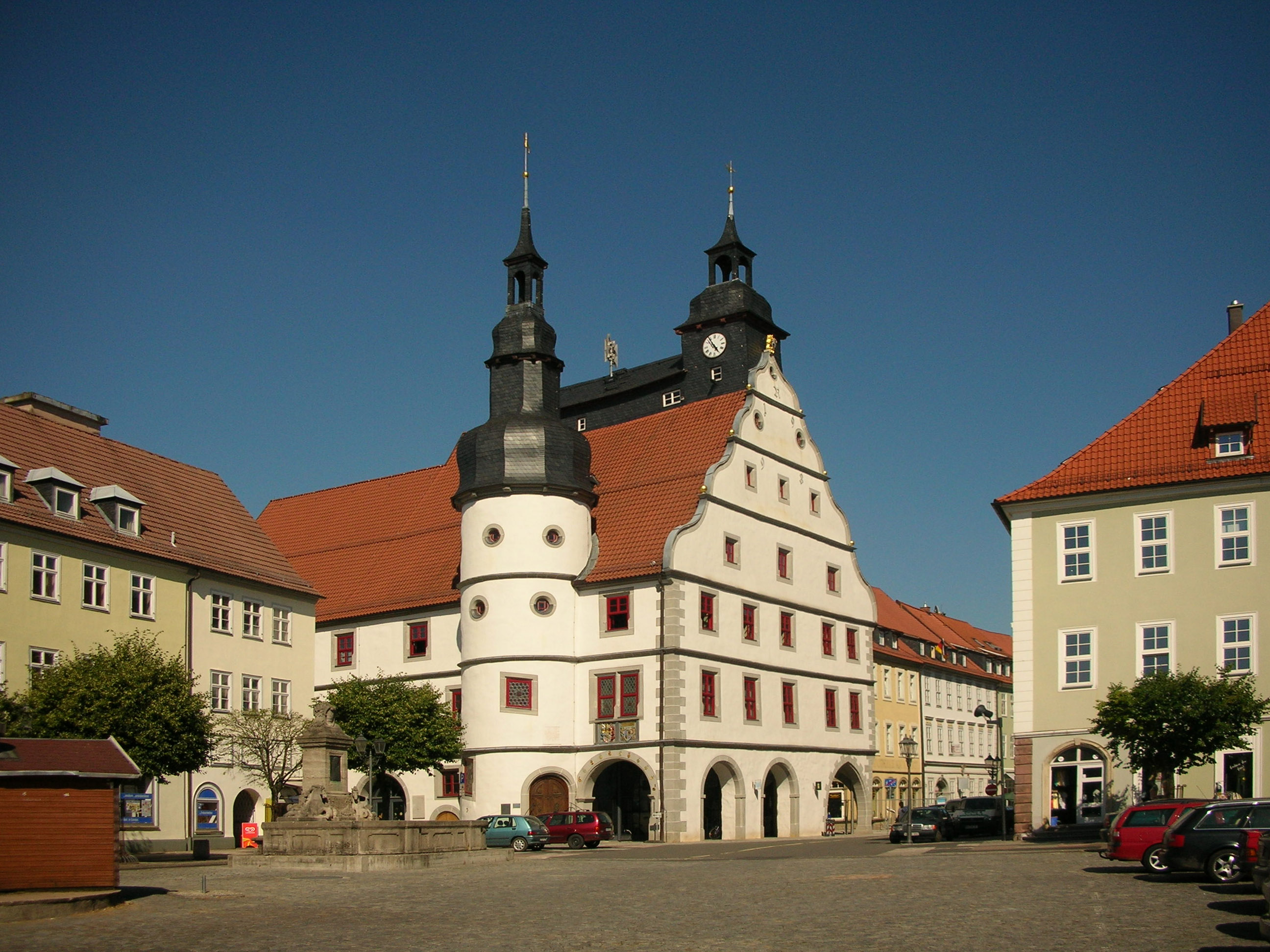
Hôtel de Ville.

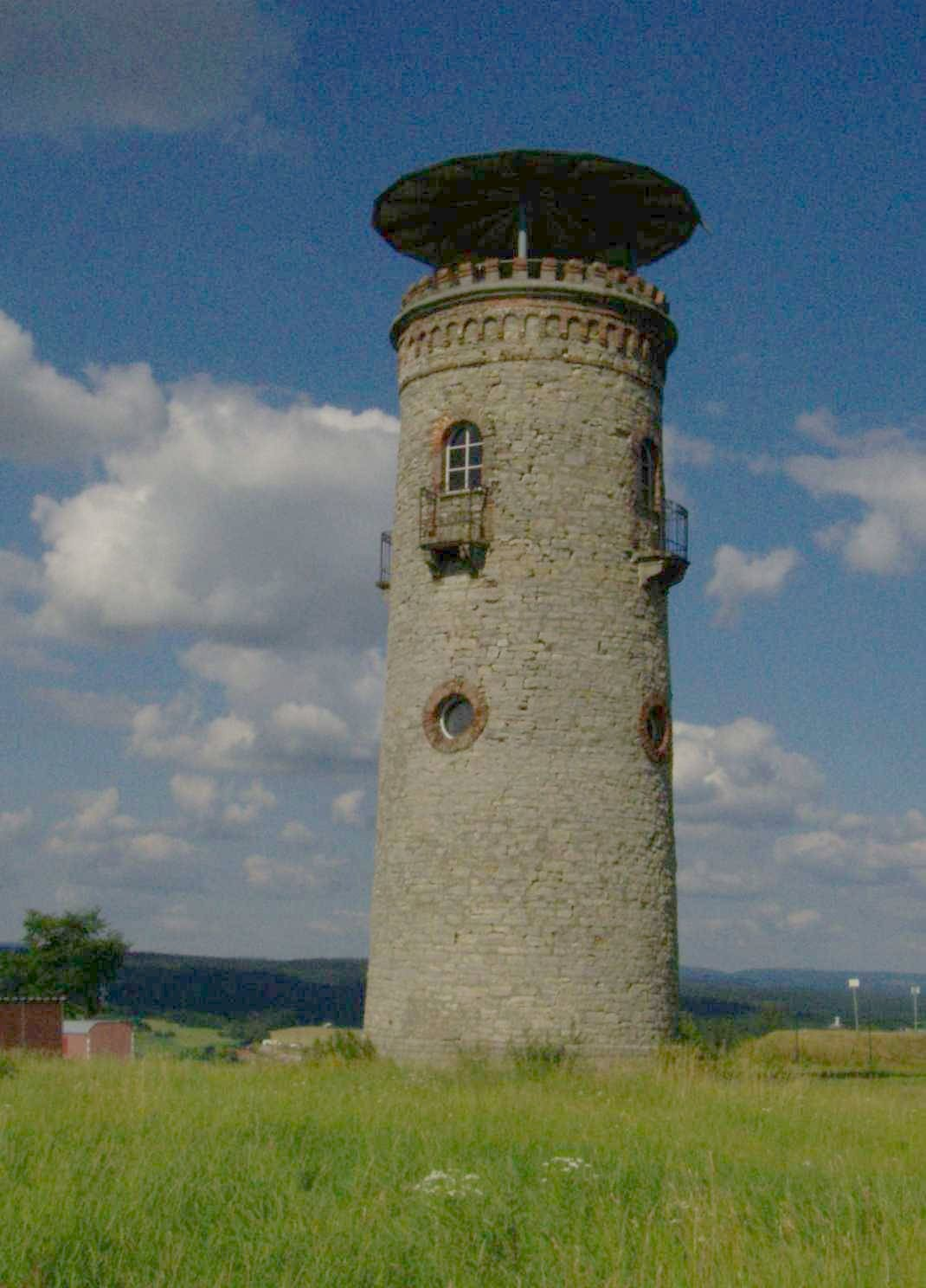
Bismarckturm.

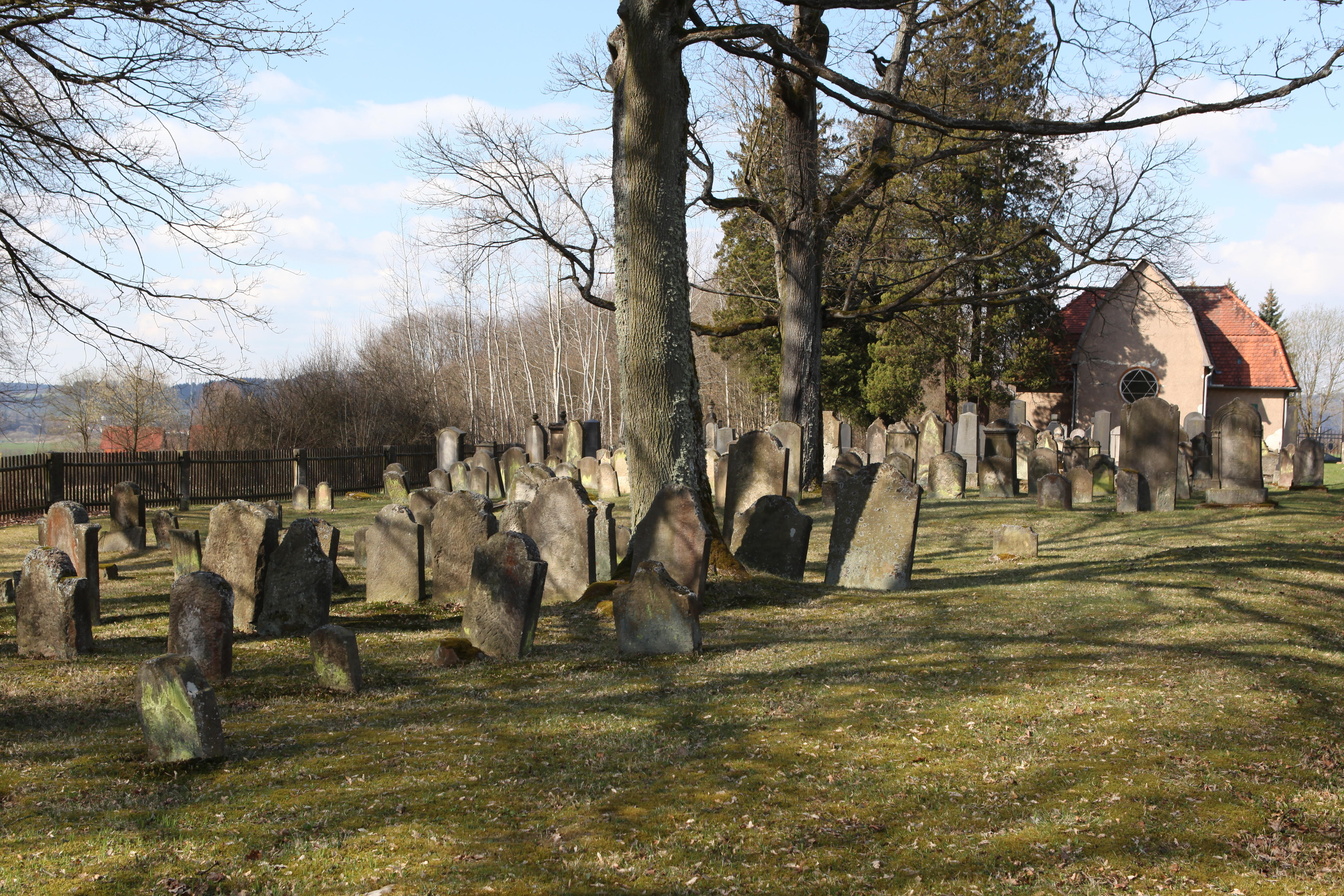
Cimetière juif de Weitersroda.

- Stadttheater Hildburghausen, au bord de la Werra, théâtre municipal, l'un des plus vieux d'Allemagne. Construit en 1721 comme jeu de paume, la salle est transformée en 1755 en théâtre et reconstruite en 1890.

- Statdmuseum, musée d'histoire de la ville.

- Parc du château. Construit de 1685 à 1695, agrandi en 1705, le château de Hildburghausen sert de résidence aux ducs de Saxe-Hildburghausen jusqu'en 1826 où la ville perd son statut de ville de résidence. Transformé en casrene en 1867, très endommagé par les bombardements en 1945, détruit en 1949-1950.

- Hôtel de Ville de style Renaissance (1595).

- Christuskirche (1781-175), église de culte protestant de style baroque, orgues chaire et autel remarquables.

- Apostelkirche (1755-1774), église de culte protestant.

- Sankt Leopoldkirche (1721-1722) église de culte catholique depuis 1829, ancienne église des Huguenots installés à Hildburghausen.

- Bismarckturm, tour érigée en hommage au chancelier Otto von Bismarck sur la colline du Stadtberg (496 m d'altitude).

### Légende de laComtesse des Ténèbres
C'est à Hildburghausen que, le 7 février 1802, s'installe une dame, vêtue de noir et le visage protégé par un masque noir, protégée par un diplomate hollandais, appelé "comte Vavel de Versay", dont l'identité restera inconnue jusqu'à sa mort et dont la légende a dit qu'il s'agissait de Marie-Thérèse de France, fille de Louis XVI et de Marie-Antoinette. Ce couple mystérieux s'installa ensuite en 1810 au château (aujourd'hui presque entièrement détruit) d'Eishausen, où elle demeura jusqu'à sa mort en 1837.
Cette légende inspira en 1854, un roman célèbre à Ludwig Bechstein et l'énigme de l'identité de la Dunkelgräfin n'a jamais été complètement résolue, même s'il a été démontré qu'elle ne pouvait être Marie-Thérèse de France.

## Économie
L'économie de Hildburghausen est essentiellement basée sur les services et l'administration.
La ville possède un hôpital spécialisé en neurologie-psychiatrie depuis 1866. Privatisé en 2001, il fait partie du groupe Rhön-Klinikum.
L'hôpital communal fonctionne en pôle avec ceux de Cobourg et Sonneberg.

## Communications

### Voies ferrées
Hildburghausen est située sur la ligne ferroviaire de la Werrabahn qui la met en relation avec Eisenach et Meiningen au nord-ouest et Sonneberg à l'est.

### Routes
Hildburghausen est située sur la route nationale B89 Meiningen-Hildburghausen-Sonneberg.
- La route régionale L1134 se dirige au nord vers Schleusingen et Suhl et au sud vers Steinfeld, Streuftdorf et Seidingstädt dans la commune de Straufhain et Heldburg dans celle de Bad Colberg-Heldburg.
- La L1132 rejoint Römhild au sud-ouest.
- La L1133 rejoint Simmershausen et Linden au sud-ouest.
- la L1153 rejoint Adelhausen, Bad Rodach et Cobourg en Bavière.

## Jumelages
La ville de Hildburghausen est jumelée avec :
- Würselen (Allemagne) depuis 1993 dans l'arrondissement d'Aix-la-Chapelle en Rhénanie-du-Nord-Westphalie ;
- Kisvárda (Hongrie) depuis 2006 dans le comitat de Szabolcs-Szatmár-Bereg.

Elle a aussi noué des liens d'amitié avec :
- Pelhřimov (Tchéquie) dans la région de Vysočina ;
- Schwabach (Allemagne) en Bavière dans le district de Moyenne-Franconie.

## Personnalités
- Élisabeth-Albertine de Saxe-Hildburghausen (1713-1761), duchesse de Mecklembourg-Strelitz, épouse de Charles Ier de Mecklembourg-Strelitz ;
- Sophie de Saxe-Hildburghausen (1760-1776), duchesse de Saxe-Cobourg-Saalfeld, épouse de François de Saxe-Cobourg-Saalfeld (1750-1806) ;
- Friedrich Dotzauer (1783-1860), violoncelliste et compositeur ;
- Charlotte de Saxe-Hildburghausen (1787-1847), princesse de Wurtemberg, épouse de Paul-Charles de Wurtemberg ;
- Marie de Saxe-Altenbourg (1818-1907, reine de Hanovre, épouse de Georges V de Hanovre, dernier roi de Hanovre ;
- Eduard Müller (1828-1895), sculpteur ;
- Eduard Schönfeld (1828-1891), astronome ;
- Hans Meyer, (1858-1929), explorateur et géographe ;
- Adolph Hitler, y fut en 1930 temporairement nommé policier pour lui permettre d'acquérir la nationalité allemande ;
- Jürgen Straub (1953- ), athlète est-allemand, spécialiste du demi-fond ;
- Ronald Weigel (1957- ), athlète est-allemand, spécialiste de marche athlétique.